# 塞爾維亞專員政府
塞爾維亞專員政府也稱專員委員會政府或專員委員會，為二戰期間，納粹德國佔領塞爾維亞地區、瓜分南斯拉夫王國領土後所扶植之短期傀儡政權。該政權從1941年4月30日開始運作，8月29日改建塞爾維亞救國政府，由米蘭·阿奇莫維奇領導，十名政府專員中有四位曾任南斯拉夫王國政府的部長，兩位曾任助理部長。成員皆為親德人士，持反猶主義及反共主義。阿奇莫維奇政府無實質權力，僅為德國傀儡政權，負責執行命令。在德國駐塞爾維亞軍事指揮官的控制下，其日常運作的監督由德國行政參謀長、黨衛軍旅隊領袖兼國務委員哈拉爾德·圖爾納負責。早期任務之一為執行德國關於登記居住在該區猶太人和羅姆人的命令，並對其自由施加限制。
7月初，在共產黨發起塞爾維亞起義幾天后，阿奇莫維奇重組政府，撤換三位專員，並為多數部門指派副手。7月中旬，德國方面已判斷阿奇莫維奇政權無力應對起義，並著手尋覓替代人選。導致專員政府在8月底解散，並任命前陸軍和海軍部長、陸軍上將和米蘭·內迪奇為領導所改建的塞爾維亞救國政府，阿奇莫維奇則在其保留了內政部長一職。為避免塞爾維亞人受到民主、共產主義及多元文化主義影響，專員政府因而選擇與佔領者合作。該政府協助德國剝削當地居民和經濟，對猶太人政策投機取巧，將參與納粹大屠殺視為不得已的惡行。尚無證據顯示專員政府在德國的佔領政策上，有任何寬減行為。

## 背景

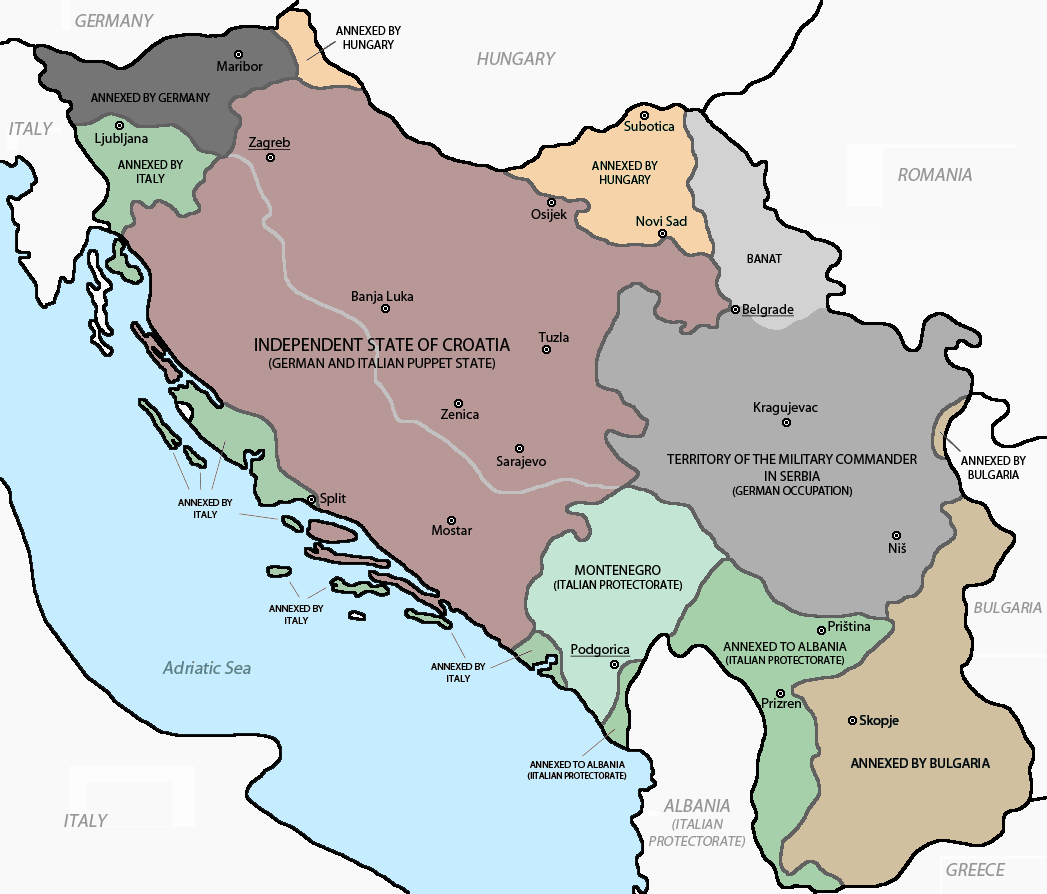
軸心國瓜分南斯拉夫王國

1941年4月，南斯拉夫王國遭軸心國入侵，隨後迅速淪陷。戰後南斯拉夫一部分由德國建立軍事佔領區，範圍大致與1912年前的塞爾維亞王國相同，包括塞爾維亞本土、科索沃北部（米特羅維察周圍）以及巴納特。 該劃分確保德國持有多瑙河及連接貝爾格勒與塞薩洛尼基（位於希臘佔領區）的鐵路線，可借此通過海路前往北非。德國佔領下的塞爾維亞蘊藏豐富的礦物，包括鉛、銻和銅，為德國重要的戰略物資。
4月17日，南斯拉夫投降前夕，國防軍最高統帥部（OKH）向其佔領區人民發布公告，告誡並懲處暴力及破壞行為，同時沒收軍用槍枝和無線電發射器。軍法懲處行為清單，包括未經授權的公開集會、政府機構（包括警察、企業和學校）持續運作、囤積物資、規定物價和薪資，以及使用佔領區貨幣。阿道夫·希特勒於1941年4月12日頒布指令，明確界定佔領區範圍，並指示設立軍事管轄機構。1941年4月20日，OKH參謀長發布命令，任命塞爾維亞軍事指揮官為傀儡政權首腦，向陸軍總司令負責。在此期間，德國已集結軍政府參謀人員，並細分塞爾維亞軍事指揮官之職責，涵蓋保衛交通要道、執行戈林元帥頒布之經濟政策及維護社會治安。短期內，其主要職責包括看管大量南斯拉夫戰俘及保管繳獲之武器彈藥。
軍事指揮官參謀部劃分為軍事和行政部門。其獲分配人員設立四大區司令部及約十個區域的司令部，皆直屬行政參謀長，軍事參謀部則將四個營級陸防部隊分配到各區司令部。佔領區的第一任軍事指揮官為空軍上將赫爾穆特·福斯特，任命於1941年4月20日，由其行政參謀長，黨衛隊旅隊領袖兼國務委員哈拉爾德·特納協助。除軍事指揮官參謀部外，貝爾格勒尚有幾位代表德國政府非軍事部門的重要人士。其中國家社會主義飛行軍團集團領袖弗朗茨·紐豪森（Franz Neuhausen），由戈林於4月17日任命為該區經濟事務全權代表。德國早期管理機構的另一位重要人物為黨衛隊上校威廉·福科斯，指揮塞爾維亞特別行動部隊，該部隊由保安處（SD）和安全警察（SiPo）及秘密國家警察的支隊組成，並指揮秩序警察（Orpo）的第64後備警察營。福克斯名義上隸屬特納，亦同時向柏林的上級機關負責。
軍事佔領機構及最高統帥部發布的命令，可對廣泛的行政、政治、經濟、文化和社會事務實行監管，但德國仍需建立傀儡政府來執行相關命令，為此決定組建塞爾維亞專員政府

## 成立

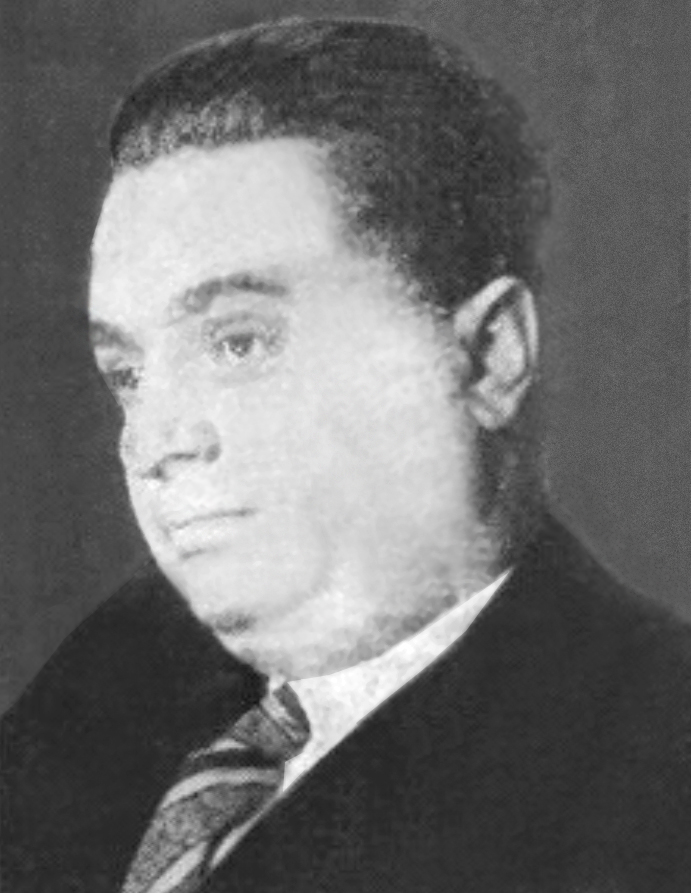
米蘭·阿奇莫維奇被選為通敵政權的領導者。

德國於南斯拉夫投降後，開始尋找合適的塞爾維亞人士領導傀儡政權。自投降日起，親德政治家，包括法西斯組織南斯拉夫民族運動（Zbor）主席迪米特里耶·約蒂奇、前貝爾格勒警察局長兼內政部長米蘭·阿奇莫維奇、現任貝爾格勒警察局長德拉戈米爾·約瓦諾維奇，與喬爾傑·佩里奇（Đorđe Perić）、史蒂文·克魯伊奇（Steven Klujić）、塔納西耶·迪尼克，近乎每天和德國政府面談，以加速尋找合適人選。德國原本期望由親軸心前總理米蘭·斯托亞迪諾維奇擔任此職，但其於政變前便被流放。後來德國另外考量了幾名人士，如前總理德拉吉莎·茨維特科維奇、前外交部長亞歷山大·辛卡爾-馬爾科維奇、阿奇莫維奇、迪米特里耶·洛蒂奇和約萬諾維奇（Jovanović）。
希特勒傾向選擇在當地享有聲望且具備靈活處事能力的人，來領導德佔塞爾維亞的傀儡政府。最初排除洛蒂奇，認定其於塞爾維亞中名聲不佳。辛卡爾-馬爾科維奇則不想加入傀儡政府，且健康狀況不佳。茲維特科維奇涉嫌親英，並疑似同情共濟會。據信具有羅姆人血統，不被德國所接受。阿奇莫維奇為極端反共主義者，戰前與德國警察和安全部門保持著密切聯繫。包括被任命為國際刑警組織德國分部負責人萊因哈德·海德里希的副手，同為親衛隊保安處處長。還與海因里希·繆勒有著密切聯繫。
福斯特最終決定任命阿奇莫維奇，其曾於1939 年初短暫擔任斯托亞迪諾維奇親軸心政府的內政部長。4月27日至5月1日期間，正式組建塞爾維亞專員政府，由十名專員組成。名為專員政府或專員委員會。
其餘九位專員分別為里斯托·約依奇、杜桑·萊蒂卡、杜桑·潘蒂奇、莫姆契洛·揚科維奇、米洛薩夫·瓦西列維奇、拉佐·M·科斯蒂奇、斯特凡·伊萬尼奇、斯坦尼斯拉夫·約西福維奇和耶雷米亞·普羅蒂奇；每位專員負責管理前南斯拉夫的部門，但陸軍海軍部和外交部除外，因這兩部門已被廢除。據科恩的說法，阿奇莫維奇、瓦西列維奇和伊萬尼奇在入侵南斯拉夫前就為德國特工。這些專員立場親德，持反共主義及反猶主義，並深信德國必勝。專員代表涵蓋戰前塞爾維亞各政黨，瓦西列維奇和伊萬尼奇皆與南斯拉夫民族運動有密切關聯。潘蒂奇、科斯蒂奇和普羅蒂奇為偏右翼的人民激進黨成員；約西福維奇則為南斯拉夫民主黨的成員。被取締的南斯拉夫共產主義者聯盟和英國支持的塞爾維亞農業黨的代表除外。
新政府經驗豐富，如阿奇莫維奇、約伊奇、萊蒂奇和潘蒂奇都曾擔任部長，約西福維奇和普羅蒂奇曾擔任助理部長，科斯蒂奇為大學教授，其餘成員皆為各領域專家。阿奇莫維奇維持原有的南斯拉夫政府機構和相關人員，並召回人員重返崗位，前南斯拉夫官員在新政府中扮演了重要角色。儘管塞爾維亞在兩次大戰期間的南斯拉夫政府部門中佔主導地位，但在貝爾格勒仍有非塞爾維亞裔官員，其中離開的官員皆被取代，且多數已知或涉嫌反德的塞爾維亞官員都已辭職或被裁撤。新政府組成顯示了德國的意圖，盡可能僱用願意合作者，並保留可用的德國行政人員，以處理更重要的工作。

## 行動

### 成立初期

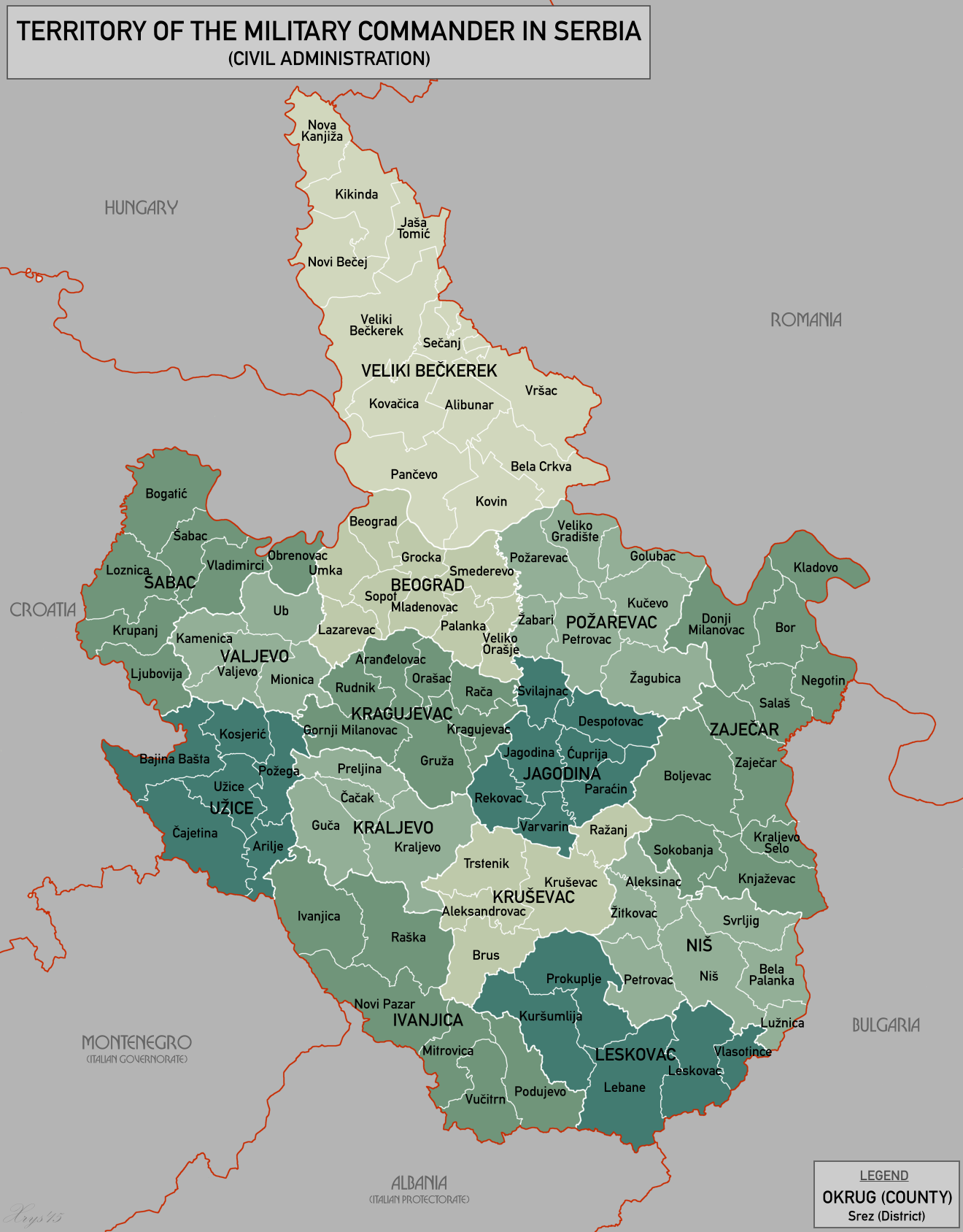
塞爾維亞佔領區地圖

據國防軍最高統帥部（OKH）5月公告，福斯特發布命令，要求登記所有印刷機，並對佔領區媒體實施管控。此外，相關命令亦涵蓋劇院及其他娛樂場所的營運，並在佔領區實施德國刑法。除下令恢復生產，亦解散了南斯拉夫王國國家銀行，改由塞爾維亞國家銀行接替。自傀儡政府成立以來，阿奇莫維奇政府並無任何實質權力，僅為德國軍事佔領當局的行政工具，負責執行佔領區內之相關行政事務。該政府三項主要任務為確保民眾默許德國佔領，協助恢復公共服務，及“識別和清除不受歡迎的人種”。包含猶太人、羅姆人和被視為“不可靠”的塞爾維亞人。
專員政府只能處理例行行政事務和維持和平時期的法律和秩序，並受到特納和諾伊豪森的控制。諾伊豪森實際為發展性獨裁者，控制佔領區經濟和傀儡政府的財政，目的為最大限度提高對德國戰爭貢獻。該層面體現予薪資和物價的制定上；名義上應由萊蒂卡財政部負責，但實際由諾伊豪森管控。5月，福斯特命令專員政府調查德國入侵的原因。調查結論為「南斯拉夫政府拒絕了德國提出的和平方案，並挑起了戰爭」。
政府首要任務之一，為執行特納的命令，在佔領地登記所有猶太人和羅姆人，並限制其人身自由。旨在佔領區與歐洲德佔區制度一致，包括佩戴黃色臂章、實行強迫勞動和宵禁，及限制食物供應。特納明確表示，專員政府將負責執行命令中的所有措施，通過這種方式，專員政府在德國命令之下，實行對猶太人的登記、標記、貧窮化和社會排斥。內政部中設立了專門執行反猶和反羅姆法律的部門，由塞爾維亞憲兵隊負責處理，憲兵隊在4月17日，於福斯特的命令下所組建，代理負責人為約萬·特里西奇（Jovan Trišić）上校。除執行種族政策外，另負責稅收徵管及收成監察，因此尤受到農村人口的憎恨。德國當局憂慮憲兵可靠性，致使其未能獲得執行任務所需之充分武裝及裝備。
鑒於傀儡政府成員由多政黨組成，德國不擔憂形成統一戰線，從而阻礙在該地區的綏靖及經濟開發策略。專員政府的有限權力，因德國不斷干預運作而受到減少，且專員起草的法律都必須經過德國批准後才能實施。德國政府對阿奇莫維奇及專員政府立場非完全一致，特納及外交部特使本茨勒均建議應與阿奇莫維奇政府推動合作協商。而福斯特和福克斯則認為傀儡政府僅為德國軍管機構（含警政職能）執行命令的工具。當阿奇莫維奇請求釋放塞爾維亞戰俘時，指出戰俘營恐淪為民族主義及共產主義煽動之溫床，而且德國需要戰俘充當勞動力，福斯特拒絕提議並將戰俘運至德國。5月中旬，專員政府發表聲明，聲稱塞爾維亞希望和德國展開「真誠與忠誠的交流」。
各行政區多數地方行政長官皆留任原職，德國軍管機構則在各部門安排德國行政長官，以監督地方當局。5月21日，佔領區界線已訂定，區域面積5.1萬平方公里，人口380萬，五至六成居民為塞爾維亞民族。

### 佔領軍
福斯特被調離後，6月2日由空軍軍官路德維希·馮·施羅德接替。6月9日，第12軍團司令威廉·李斯特被任命為東南歐國防軍總司令，為施羅德上級長官。施羅德位於貝爾格勒的指揮部，負責統率四個防禦營（德語： Landesschützen ），成員多為年長者。佔領軍由多軍種組成，包括第64後備警察營、一個包含工兵營、架橋縱隊及建築營的工兵團，及數個憲兵單位，如野戰憲兵連、秘密野戰警察組和戰俘處理單位。佔領部隊獲得軍醫院、救護車、獸醫醫院、獸醫救護車、運輸縱隊及後勤單位之支援。特納負責於佔領區內之四個地區司令部及九個地區指揮部調配人員。
除施羅德統領的佔領軍外，國防軍於6月在貝爾格勒部署第65軍團最高司令部，以指揮轄下四個師，由保羅·巴德指揮。其中第704、714和717步兵師，部署於佔領地，第718步兵師則部署在克羅埃西亞獨立國的鄰近地區。這三個師於5月7日至24日之間被運送至被佔領地，初期任務為確保保加利亞及希臘鐵路線的安全。6月下旬，總部在貝爾格勒設立，佔領地三個師分別部署於西部的托波拉、尼什和瓦列沃。施羅德可指示其針對叛軍採取行動，但不得以巴德的長官身分行事。

### 巴納特
6月下旬，阿奇莫維奇政府頒布關於管理巴納特的法令，使該地成為塞普·揚科領導下控制的德意志人自治區。巴納特名義上屬於阿奇莫維奇政府的控制範圍，但實際上脫離了貝爾格勒的控制，並通過潘切沃的軍區司令部接受軍政府的指揮。

## 起義

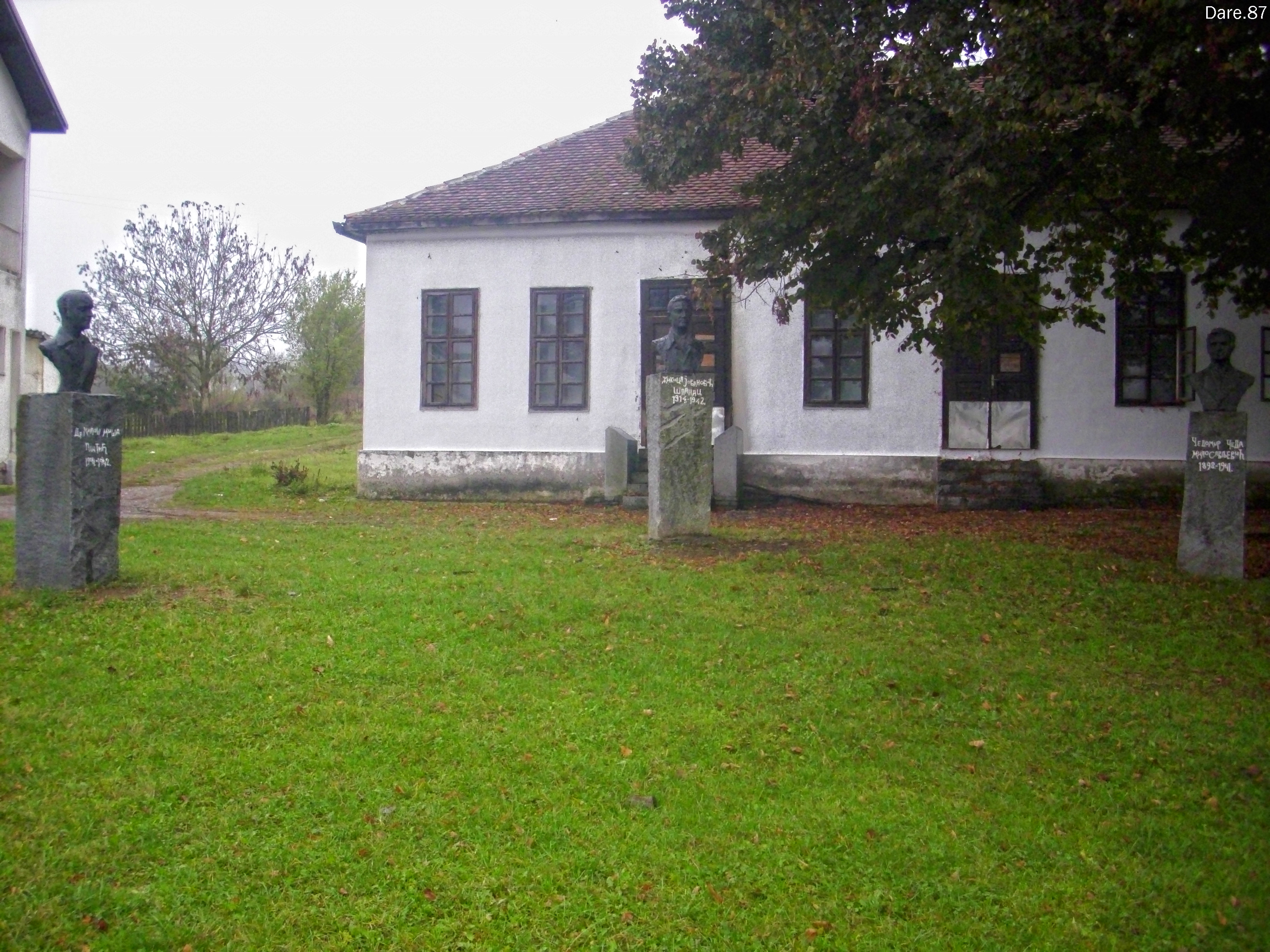
貝拉茨爾克瓦村，反抗軍和阿奇莫維奇政府首次交戰地點。

6月期間，阿奇莫維奇政府期望將佔領區擴展至「大塞爾維亞」，並致函施羅德，敦促將塞爾維亞民族數世紀以來的領土歸還。1941年7月初，德國發動巴巴羅薩行動後不久，開始出現對納粹德國與專員政府的武裝叛亂。為回應史達林與共產國際號召歐洲佔領區共產黨組織，將德軍從東線調離的聲明。此前，南斯拉夫共產黨中央委員會於7月4日在貝爾格勒舉行會議。決定將抗爭活動轉為全面起義，組建游擊隊發起武裝起義，呼籲南斯拉夫人民一同反抗佔領者。正值最後駐紮於當地的德軍撤離，監督權移交佔領區的時間。從開始號召民眾展開破壞活動的海報和傳單，迅速轉為實際行動，破壞德國宣傳設施、鐵路和電話線。反抗軍和政府首次交戰於7月7日，貝拉茨爾克瓦村的兩名憲兵於驅散公開集會時遭殺害，史稱「貝拉茨爾克瓦事件」。7月初，李斯特缺乏作戰部隊，要求空軍將航空訓練學校移至該地區。不久後，憲兵哨站及巡邏隊遭遇襲擊，德軍車輛遭受反抗軍攻擊。武裝團體首次現身於托波拉西北部阿蘭傑洛瓦茨地區。
在起义爆发几周内，占领区內迅速轉為大規模起義。 7月1日至8月15日，反抗軍对政府代表和设施发动了246起攻擊，造成26名官员死亡、11人受伤、10人被俘。塞尔维亚宪兵則报告击毙82名反抗軍、击伤14人、俘虏47人。为取得德国信任，阿奇莫维奇政府组织了一系列公众集会和会议，以促进合作。其目标在于避免占领区爆发内战。7月中旬，瓦西列维奇和阿夫拉莫维奇在相关会议上发表談话，但德国連續的报复性杀戮破坏了他们的宣传。7月中，施罗德因飞机失事而傷重不治。驻塞尔维亚的新任德国军事指挥官、空军上将海因里希·丹克尔曼，由于东线的需要，无法分派德国军队或警察来镇压叛乱。特纳建议丹克尔曼加强阿奇莫维奇政府，使其能够自行镇压叛乱。
7月29日，为报复一名16岁犹太男孩在贝尔格勒纵火焚烧德国运输工具，塞尔维亚特別行動部隊处决了100名犹太人和22名共產黨員。8月1日，本茨勒写道，尽管阿奇莫维奇政府对德国表示友好，但政府本身“软弱且不稳定”。截至8月，约10万名塞尔维亚人从克罗地亚独立国（NDH）越境进入占领区，逃离乌斯塔沙的種族迫害。來自匈牙利併吞的巴奇卡和巴拉尼亞地區的3.7萬名難民，以及來自保加利亞併吞的北馬其頓地區的2萬名難民亦相繼湧入。8月13日，巴德尔違反丹克尔曼允许专员政府控制塞尔维亚宪兵的承诺，遂命令将其改编为由当地德军指挥官指挥的50至100人的部队，並指示三位师長将該营组建為獵人突擊隊（Jagdkommandos），為一种装备轻便、机动性强的部队，纳入塞尔维亚特別行動部隊和宪兵。
面對大規模叛亂，專員政府鼓動546位塞爾維亞名流和具影響力人士簽署《告塞爾維亞民族書》（Appeal to the Serbian Nation），於8月13日和14日在德國授權的貝爾格勒日報《新時代》（Novo vreme）上刊登。 簽署者包括3位塞爾維亞正教會主教、4位大司祭，及至少81位貝爾格勒大學教授。歷史學家斯特凡·K·帕夫洛維奇認為，多數簽署者因受壓而簽署。喬佐·托馬塞維奇指出，部分人士以其左傾觀點而聞名。該呼籲書呼籲塞爾維亞人以任何方式協助當局打擊共產黨叛亂分子，並鼓吹效忠德國人，譴責游擊隊領導的起義是叛國行為。塞爾維亞律師協會一致支持呼籲書，但部分著名人士，如作家伊西多拉·塞庫利奇和伊沃·安德里奇，及大學教授米洛什·N·久里奇等人，則拒絕簽署。專員政府鼓動反抗軍返家，並宣布懸賞擊殺反抗軍及其領導人，且下令逮捕和拘留共產黨員的妻子和16歲以上孩兒，德國人則燒毀其房屋並實行宵禁。

## 內閣
| 部門                 | 專員                                           |
| -------------------- | ---------------------------------------------- |
| 委員會主席兼內政部長 | 米蘭·阿奇莫維奇                                |
| 教育部               | 里斯托·約伊奇                                  |
| 財政部               | 杜桑·萊蒂卡                                    |
| 郵政與電信部         | 杜桑·潘蒂奇（Dušan Pantić）                    |
| 法務部               | 莫姆契洛·揚科維奇                              |
| 經濟部               | 米洛薩夫·瓦西列維奇                            |
| 交通部               | 拉佐·M·科斯蒂奇                                |
| 社會政策部           | 斯特凡·伊萬尼奇                                |
| 營造部               | 斯坦尼斯拉夫·約西福維奇（Stanislav Josifović） |
| 農業部               | 耶雷米亞·普羅蒂奇（Jeremija Protić）           |

### 改組專員政府
叛乱爆发三天后，專員政府正式改組。普羅蒂奇、科斯蒂奇和約伊奇皆被撤换，除營建部和农业部外，所有部门都新增副专员一職。新成员中，有另一位南斯拉夫民族運動成员佩里奇。
| 部门                 | 专员                                        | 副專員                              |
| -------------------- | ------------------------------------------- | ----------------------------------- |
| 委員會主席兼內政部長 | 米兰·阿奇莫维奇                             | 塔納西耶·迪尼克、乔尔杰·佩里奇      |
| 教育部               | 韦利博尔·乔尼奇                             | 弗拉基米尔·韦尔马尔-扬科维奇        |
| 财政部               | 杜桑·莱蒂卡                                 | 米兰·霍尔瓦茨基（Milan Horvatski）  |
| 邮政与电信部         | 杜桑·潘蒂奇                                 | 米洛拉德·迪米特里耶维奇             |
| 法務部               | 莫姆契洛·扬科维奇                           | 杜拉·科图尔（Đura Kotur）           |
| 经济部               | 米洛萨夫·瓦西列维奇                         | 米哈伊洛维奇（Mihajlović）          |
| 交通部               | 拉尼萨夫·阿夫拉莫维奇（Ranisav Avramović）  | 尼古拉·杜里奇（Nikola Đurić）       |
| 社会政策部           | 斯特凡·伊万尼奇                             | 达尔科·彼得罗维奇（Darko Petrović） |
| 營建部               | 斯坦尼斯拉夫·约西福维奇                     | 不適用                              |
| 农业部               | 布迪米尔·茨维亚诺维奇（Budimir Cvijanović） | 不適用                              |

## 解散
由于未能镇压起义，德国占领当局认为阿奇莫维奇及其政府无能，并在7月中旬就开始考虑撤换阿奇莫维奇。
为加强傀儡政府，丹克尔曼期望能寻找一位塞尔维亚民众中德高望重、备受尊敬的人物，此人既有能力组建塞尔维亚武装力量，又能在此期间完全服从德国的指挥，平息叛乱。应本茨勒（Benzler）的要求，外交部派遣党卫军旗隊領袖埃德蒙德·费森迈尔协助建立一个符合德国要求的新傀儡政府。五个月前，维森迈尔策划了克罗地亚独立国的成立。维森迈尔与驻贝尔格勒的德国指挥官和官员開展一系列磋商，经过多方考察，最终遴选出前南斯拉夫陆军海军部长、陆军上将米兰·内迪奇，为新政府领导人，認定為最合适的人选。德国不得不对内迪奇施加巨大压力，包括威胁将保加利亚和匈牙利军队调入占领区，以及将作为战俘送到德国，才迫使他接受此職。与大多数南斯拉夫将領不同，内迪奇在投降后并未被拘禁在德国，而是软禁在贝尔格勒。
1941年8月27日，约75名塞尔维亚知名人士在贝尔格勒举行会议，决议应由内迪奇组建救國政府，以取代专员政府。同日，内迪奇致信丹克尔曼，同意在五个条件和一些额外让步的基础上担任新政府总理。两天后，德国当局任命了内迪奇及其政府。但实际权力仍然掌握在德國手中。阿奇莫维奇在改制中保留了内政部长的职位，但在1942年11月被撤换。1945年3月，他加入了克罗地亚独立国境内的切特尼克组织，并在与游击队的战斗中被击毙。

## 評價
除南斯拉夫民族運動的积极分子外，专员政府表現順從，無明顯獨立意识形态。历史学家亚历山大·普鲁辛研究发现，為避免塞爾維亞人受到民主、共產主義及多元文化主義影響，而接受與佔領者合作。專員政府权力有限，仍主動协助德国剥削民众與经济，对處理犹太人问题采投機取巧的态度。战后辩护者声称参与“德占塞尔维亚大屠杀”為不得已的行為。但普鲁辛得出结论，無证据表明专员政府寬減德国的政策，因德国不顾傀儡政府的意见，而展開报复性杀戮、经济剥削和其他行动。
战后南斯拉夫將阿奇莫维奇称为叛徒，但自1990年代后期斯斯洛波丹·米洛塞維奇下台以来，基于反共立场，为塞尔维亚專員政府成员平反的趋势日益显现。

## 註腳
1. ↑  據托托馬塞維奇（英语：Jozo Tomasevich）的說法，該傀儡政府成立於5月30日。[18][13]普魯辛則表示成立於4月27日，[16]菲利普·柯恩（英语：Philip J. Cohen）和米洛薩夫列維奇（Milosavljević）則認為是4月30日，[19][20] 巴夫洛維奇（英语：Stevan K. Pavlowitch）為5月1日。[17]
2. ↑  由前南斯拉夫憲兵隊「德林斯基」（Drinski）及「多瑙河」（Dunavski）團組成。[35]
3. ↑  科恩列出了546位簽署者的名字，名字來源取自《新時代》前編輯1963年出版的一本書[60]，其中收錄《告塞爾維亞民族書》及簽署者名單。[61] 約萬·拜福德也寫道有546位簽署者，[62]而拉梅特僅提到545位，[63]普魯辛敘述”約五百位名簽署者”。[52]托馬塞維奇和帕夫洛維奇兩人則提供更低的數據，307位簽署者。[30][64]